# Sumner (Illinois)
Sumner é uma cidade localizada no estado americano de Illinois, no Condado de Lawrence.

## Demografia
Segundo o censo americano de 2000, a sua população era de 1022 habitantes.
Em 2006, foi estimada uma população de 1818, um aumento de 796 (77.9%).

## Geografia
De acordo com o United States Census Bureau tem uma área de
2,7 km², dos quais 2,7 km² cobertos por terra e 0,0 km² cobertos por água. Sumner localiza-se a aproximadamente 136 m acima do nível do mar.

## Localidades na vizinhança
O diagrama seguinte representa as localidades num raio de 20 km ao redor de Sumner.